# Стриганці (Тернопільський район)

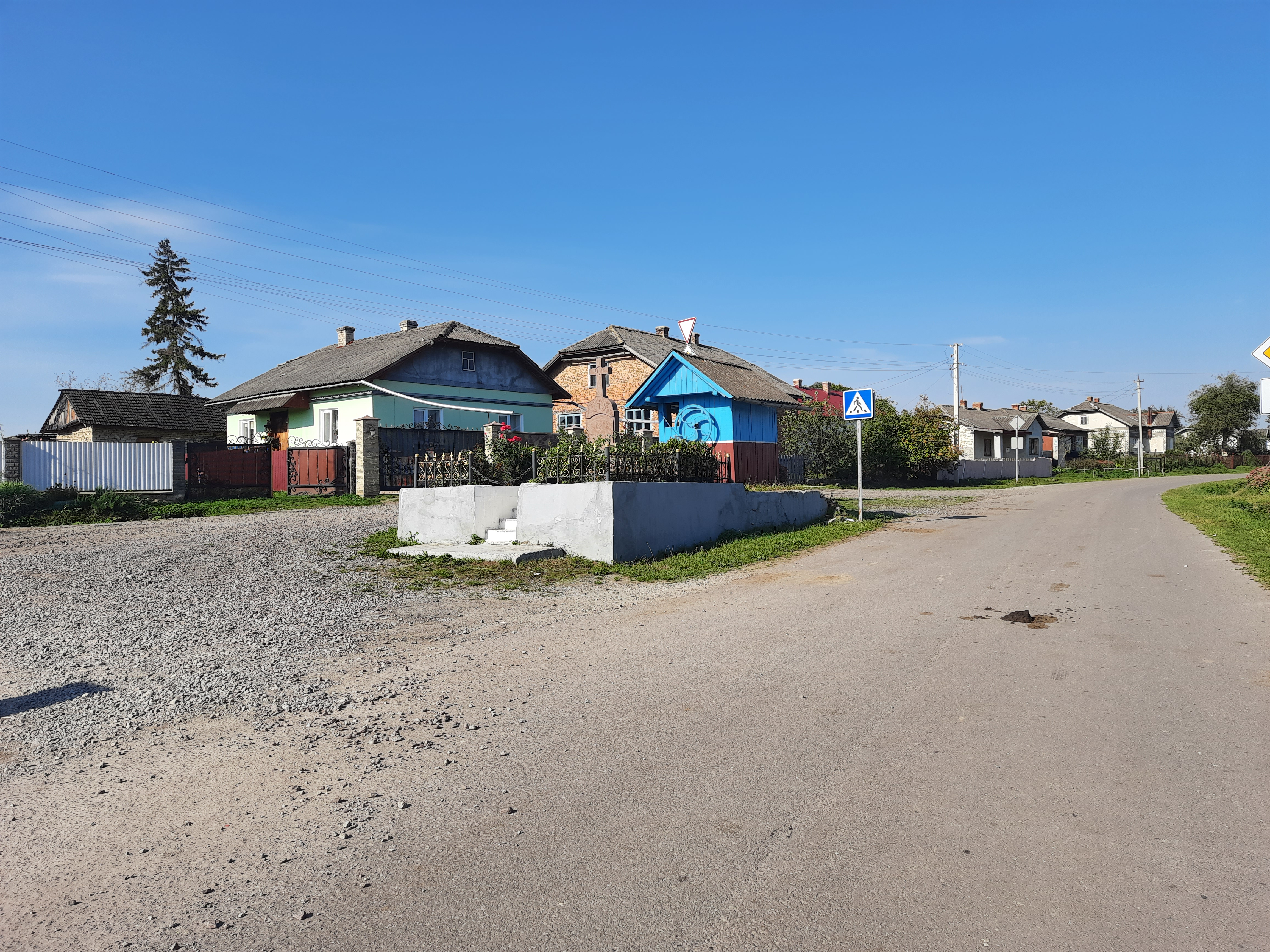
Центр села

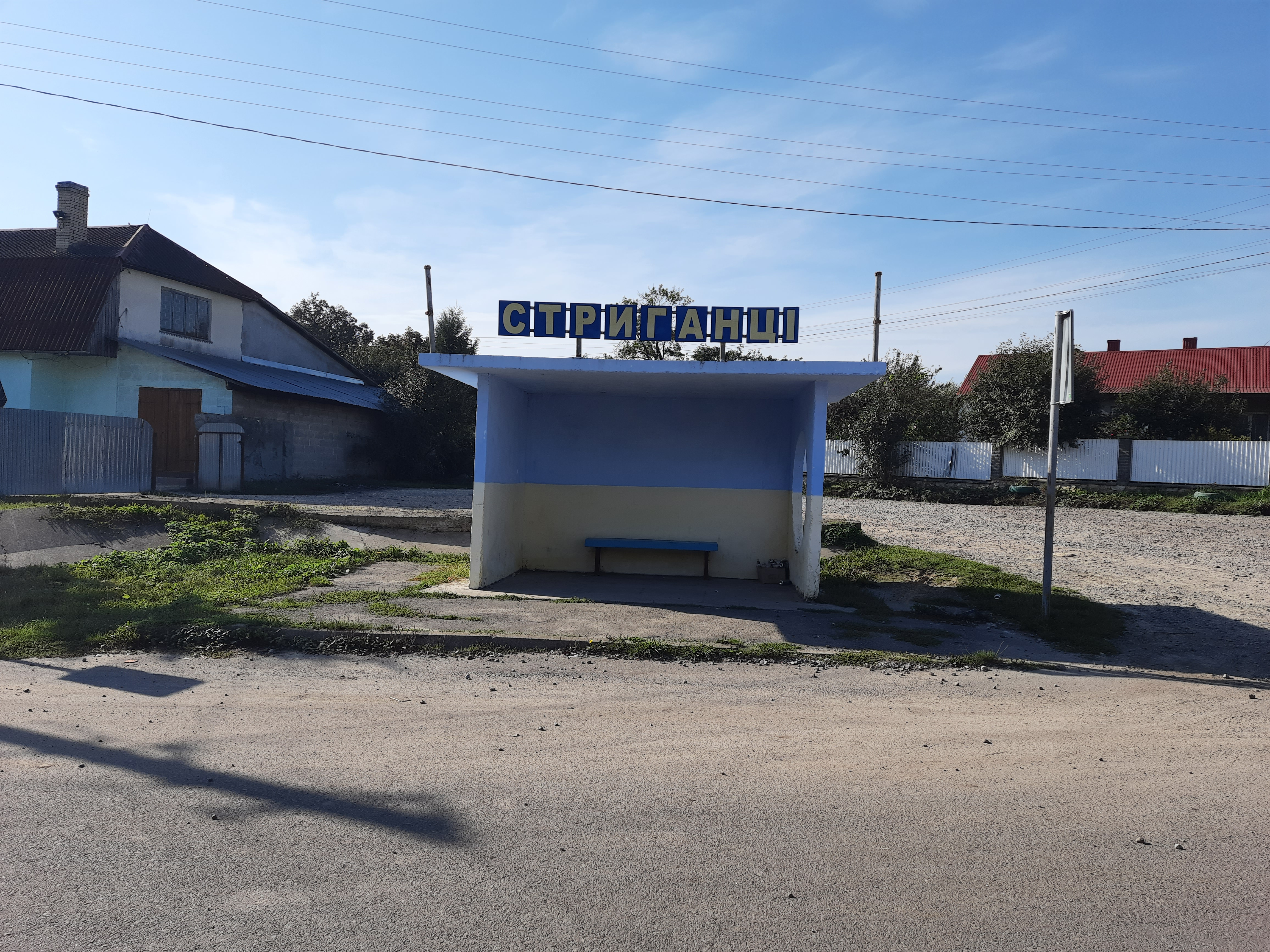
Автобусна зупинка

Стрига́нці —  село в Україні, у Нараївській сільській громаді Тернопільського району Тернопільської області. До 5 квітня 2019 року підпорядковане Рекшинській сільраді. 
Населення — 446 осіб (2007). Дворів — 156.

## Географія
Розташоване на річці Золота Липа, на заході району.

### Клімат
Для села характерний помірно континентальний клімат. Стриганці розташовані у «холодному Поділлі» — найхолоднішому регіоні Тернопільської області.
| Клімат Стриганців         | Клімат Стриганців | Клімат Стриганців | Клімат Стриганців | Клімат Стриганців | Клімат Стриганців | Клімат Стриганців | Клімат Стриганців | Клімат Стриганців | Клімат Стриганців | Клімат Стриганців | Клімат Стриганців | Клімат Стриганців | Клімат Стриганців |
| Показник                  | Січ.              | Лют.              | Бер.              | Квіт.             | Трав.             | Черв.             | Лип.              | Серп.             | Вер.              | Жовт.             | Лист.             | Груд.             | Рік               |
| Середній максимум, °C     | −1,4              | 0,0               | 4,8               | 12,9              | 19,0              | 22,1              | 23,5              | 22,9              | 18,5              | 12,7              | 5,6               | 0,6               | 11                |
| Середня температура, °C   | −4,3              | −2,9              | 1,3               | 8,1               | 13,7              | 16,8              | 18,2              | 17,5              | 13,5              | 8,2               | 2,7               | −1,8              | 7                 |
| Середній мінімум, °C      | −7,1              | −5,7              | −2,2              | 3,4               | 8,4               | 11,6              | 12,9              | 12,1              | 8,5               | 3,8               | −0,1              | −4,2              | 3                 |
| Норма опадів, мм          | 33                | 32                | 34                | 49                | 76                | 90                | 95                | 71                | 56                | 39                | 38                | 41                | 654               |
| ------------------------- | ----------------- | ----------------- | ----------------- | ----------------- | ----------------- | ----------------- | ----------------- | ----------------- | ----------------- | ----------------- | ----------------- | ----------------- | ----------------- |
| Джерело: climate-data.org |                   |                   |                   |                   |                   |                   |                   |                   |                   |                   |                   |                   |                   |

## Історія
Перша писемна згадка — 1578 року.
1626 року внаслідок нападу татар село було повністю зруйноване.
Діяли «Просвіта» та інші українські товариства.
Від 13 вересня 1958 року підпорядковується Рекшинській сільській раді. У 1964–1990 роках зняте з реєстру населених пунктів і об'єднане з і с. Рекшин.
12 червня 2020 року, відповідно до розпорядження Кабінету Міністрів України № 724-р «Про визначення адміністративних центрів та затвердження територій територіальних громад Тернопільської області» увійшло до складу Нараївської сільської громади.
19 липня 2020 року, в результаті адміністративно-територіальної реформи та ліквідації Бережанського району, село увійшло до складу Тернопільського району.

## Населення
За даними перепису населення 2001 року мовний склад населення села був таким:
| Мова       | Відсоток |
| ---------- | -------- |
| українська | 99,8     |
| російська  | 0,2      |

## Релігія
- церква святителя Миколая Чудотворця (1837, мурована, ПЦУ).

## Соціальна сфера
Працюють бібліотека, ФАП, народний дім, 2 магазини (бакалія) поштове відділення

## Відомі люди

### Народилися
- Микола Гнатів - український господарник, громадський діяч ,
- вчений-біохімік Михайло Гончар,
- Ольга Куца - український науковець, доктор філологічних наук, професор,
- історик Володимир Пришляк,
- культуролог, громадський діяч Ярослав Сорока,
- Антін Ульванський - український педагог, філолог, перекладач .[6]

### Проживали і працювали
- Микола Луцький — український самодіяльний співак (соліст стрілецького хору), диригент, педагог, учасник національно-визвольних змагань, січовий стрілець.